# مونيكا فيشر
مونيكا فيشر هي مصورة سويسرية، ولدت في 15 مايو 1971 في سانت غالن في سويسرا.